# 国鉄タキ18400形貨車
国鉄タキ18400形貨車（こくてつタキ18400がたかしゃ）は、かつて日本国有鉄道（国鉄）に在籍した私有貨車（タンク車）である。

## 概要
本形式は、ポリブテン専用の30t 積タンク車として1970年（昭和45年）4月17日に2両（タキ18400 - タキ18401）が、日立製作所にて製作された。
ポリブテンを専用種別とする形式には、本形式の他には例がなく唯一の存在であった。
所有者は、日油化学工業でありその常備駅は武豊線の武豊駅であった。
耐候性高張力鋼製のタンク体内部に蒸気加熱管を備え、厚さ75mmのグラスウール断熱材を巻き、薄鋼板製のキセ（外板）が設置された。
荷役方式はタンク上部にあるマンホールからの上入れ、液出管からの下出し式である。
車体色は黒色、寸法関係は全長は12,600mm、全幅は2,700mm、全高は3,880mm、台車中心間距離は8,500mm、実容積は36.1m3、自重は18.4t、換算両数は積車5.0、空車1.8であり、台車はベッテンドルフ式のTR41Cである。
1983年（昭和58年）12月21日に全車一斉に廃車となり同時に形式消滅となった。製造より約13年後という短命な形式であった。